# Остийская дорога
Ости́йская доро́га (лат. Via Ostiensis, итал. via Ostiense) — важная дорога Древнего Рима, которая связывала Рим с Остией.
Дорога в 30 километров была построена в IV в. н. э. и получила своё название по конечному пункту. Дорога начиналась на Бычьем форуме, проходила между Авентином и Тибром, через Porta Trigemina Сервиевой стены. После строительства Аврелиановой стены дорога стала проходить через ворота св. Павла.
Во время поздней Римской империи Остия как крупный порт и дорога до него стали терять своё значение.
Современная Via Ostiense следует тем же маршрутом, что и древнеримская дорога, соединяя современную Остию и Рим.
Вдоль дороги располагались:
- Могила святого апостола Павла.
- катакомбы Коммодиллы, неподалёку от Лючины. Коммодила была матроной, в чьих владениях были погребены святые Феликс и Адавкт, умученные во времена Диоклетиана.
- Могила святого Тимофея, предположительно, священника из Антиохии, умученного во времена Диоклетиана и погребённого там благочестивой дамой по имени Феона в её саду, неподалёку от могилы святого апостола Павла.
- катакомбы святой Феклы.
- катакомбы Аква Сальвиа, расположенные на том месте или поблизости от места, где был обезглавлен святой апостол Павел.